# Tandil (partido)
Pour les articles homonymes, voir Tandil.
Tandil est un arrondissement de la province de Buenos Aires (partido) fondé en 1865 dont le chef-lieu est Tandil.

## Localisation
L'arrondissement de Tandil est situé dans la partie sud-est de la province de Buenos-Aires. Il est bordé par les arrondissements de Rauch et d'Azul au nord, par ceux d'Ayacucho et de Balcarce à l'est, par ceux de Lobería, de Necochea et de Benito Juárez au sud, et à l'ouest par ceux d'Azul et de Benito Juárez.